# Dekanija Kozje
Dekanija Kozje je bila rimskokatoliška dekanija Kozjanskega naddekanata Škofije Celje. Ukinjena je bila 1. septembra 2021 ob reorganizaciji naddekanatov in dekanij, pri čemer je bila z Dekanijo Rogatec in Dekanijo Šmarje pri Jelšah združena v novo Dekanijo Kozje - Rogatec - Šmarje pri Jelšah.

## Župnije
1. Župnija Buče
2. Župnija Dobje pri Planini
3. Župnija Kozje
4. Župnija Olimje
5. Župnija Pilštanj
6. Župnija Planina pri Sevnici
7. Župnija Podčetrtek
8. Župnija Podsreda
9. Župnija Polje ob Sotli
10. Župnija Prevorje
11. Župnija Sv. Peter pod Svetimi gorami
12. Župnija Sv. Vid pri Planini
13. Župnija Zagorje